# Waliszew
Waliszew [vaˈliʂɛf] es un pueblo ubicado en el distrito administrativo de Gmina Bedlno, dentro del Distrito de Kutno, Voivodato de Łódź, en Polonia central. Se encuentra aproximadamente a 6 kilómetros al suroeste de Bedlno, a 15 kilómetros al sureste de Kutno, y a 43 kilómetros al norte de la capital regional Lodz.